# Live in Europe (album d'Otis Redding)
Albums de Otis Redding
King & Queen
(1967) The Dock of the Bay
(1968)
Live in Europe est le septième album d'Otis Redding, sorti en 1967. C'est son premier album live, et le dernier paru de son vivant. Il est enregistré à Londres et à Paris lors de deux concert de la tournée européenne de Stax Records.

## La tournée
L'album est enregistré lors de la revue Stax/Volt qui se déroule en Europe en mars et avril 1967. Celle-ci présente quelques-unes des plus grandes stars du label de Memphis : Arthur Conley, Eddie Floyd, Carla Thomas, Sharon Tandy, Sam & Dave et Otis Redding en tête d'affiche. Ils sont accompagnés par les musiciens de Booker T. & the M.G.'s et The Memphis Horns, même si ces derniers sont alors présentés au public européen comme étant les Mar-Keys. Dès leur arrivée sur le sol anglais, les artistes sont impressionnés par le formidable accueil qui leur est réservé.
Débutée au Royaume-Uni, la tournée est menée tambour battant durant trois semaines, les artistes donnant souvent deux représentations dans la même journée. Les deux concerts parisiens se tiennent à l'Olympia le 21 mars 1967. Ils passent aussi par les Pays-Bas, le Danemark, la Norvège et la Suède.
Les différents enregistrements effectués lors de cette tournée font par la suite l'objet de plusieurs autres publications en albums et en DVD, intitulés  The Stax/Volt Revue Live in London, Live in Paris et Live in Norway. L'album Back  to Back de Booker T. & the M.G.'s et The Mar-Keys, paru en 1967, est enregistré lors de la même tournée, tout comme le single Soothe Me de Sam & Dave.

## L'album
L'album live d'Otis Redding publié par Volt et Atco en juillet 1967 se classe en 8e position du palmarès Top R&B Albums du magazine Billboard et 32e dans le Billboard 200. Il culmine à la 14e place du UK Albums Chart. La chanson Shake, une reprise de Sam Cooke, extraite en single, se classe no 16 dans le Hot R&B Singles, no 47 dans le Billboard Hot 100 et no 28 du UK Singles Chart.
En 2003, l'album est classé 474e sur la liste des « 500 plus grands albums de tous les temps » du magazine Rolling Stone.

### Titres
| 1. | Respect                                     | Otis Redding                                  | 3:00 |
| 2. | Can't Turn You Loose                        | Otis Redding, Steve Cropper, William Robinson | 3:20 |
| 3. | I've Been Loving You Too Long (to Stop Now) | Otis Redding, Jerry Butler                    | 3:40 |
| 4. | My Girl                                     | William Robinson, Ronald White                | 2:44 |
| 5. | Shake                                       | Sam Cooke                                     | 2:51 |

| 6.  | Satisfaction              | Mick Jagger, Keith Richards                    | 2:53 |
| 7.  | Fa-Fa-Fa-Fa-Fa (Sad Song) | Otis Redding, Steve Cropper                    | 3:37 |
| 8.  | These Arms of Mine        | Otis Redding                                   | 2:57 |
| 9.  | Day Tripper               | John Lennon, Paul McCartney                    | 2:54 |
| 10. | Try a Little Tenderness   | Jimmy Campbell, Harry Woods, Reginald Connelly | 5:00 |

### Musiciens
- Otis Redding : chant
- Booker T. Jones : claviers
- Steve Cropper : guitare
- Donald Duck Dunn : basse
- Al Jackson, Jr. : batterie
- Wayne Jackson : trompette
- Andrew Love, Joe Arnold : saxophone